# Материнка критська
Материнка критська (лат. Origanum dictamnus) — багаторічна трав'яниста рослина роду материнка родини глухокропивових. У дикому вигляді росте тільки на острові Крит.

## Ботанічний опис
Багаторічна трав'яниста рослина заввишки 20-30 см (рідше до 1 м).
Квіти зібрані у суцвіття рожевого кольору з великими пурпуровими покривними листками, що нагадують формою шишки хмелю.

## Застосування
Материнка критська використовується як прянощі (різновид орегано). У рослині містяться такі речовини, як тимол та карвакрол, тому материнка критська може використовуватися під час виробництва протибактерійних засобів